# Whittingham (Lancashire)
Whittingham est une paroisse civile du Lancashire, en Angleterre.